# Famille Celini
 (mai 2025).
Motif : Absence de notoriété
- Archive Wikiwix
- Bing
- Cairn
- DuckDuckGo
- E. Universalis
- Gallica
- Google
- G. Books
- G. News
- G. Scholar
- Persée
- Qwant
- (zh) Baidu
- (ru) Yandex
- (wd) trouver des œuvres sur Wikidata

| 1. | Préciser le motif de la pose du bandeau. | Précisez le motif de la pose du bandeau en utilisant la syntaxe suivante : {{admissibilité à vérifier\|date=mai 2025\|motif=remplacez ce texte par le motif}}                       |
| 2. | Informer les utilisateurs concernés.     | Pensez à avertir le créateur de l'article, par exemple, en insérant le code ci-dessous sur sa page de discussion : {{subst:avertissement admissibilité à vérifier\|Famille Celini}} |

La famille Celini est une famille patricienne de Venise.

## Histoire

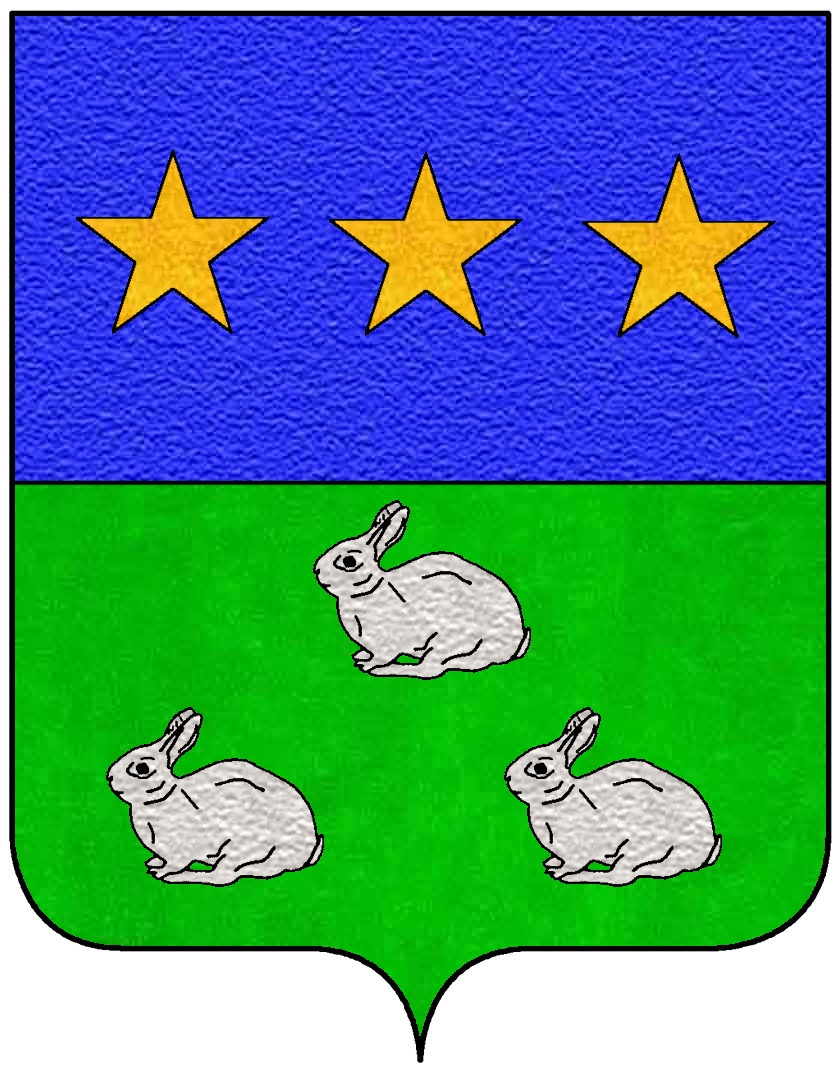
Armes des Celini

Enrichie par le négoce, la famille Celini fut agrégée à la noblesse de Venise en 1685 après avoir payé la taxe de 100 000 ducats en contribution à la guerre de Candie.

## Armes
Armes : Coupé d'azur et de sinople, l'azur chargé de trois étoiles d'or, et le sinople de trois lièvres ou lapins couchés d'argent, deux se regardant en profil et le troisième affronté entre les deux autres.